# Пантелеймонівка (село)
Пантелеймо́нівка — село  в Україні, Очеретинської селищної громади Покровського району Донецької області. Населення становить 77 осіб.

## Загальні відомості
Відстань до Ясинуватої становить близько 28 км і проходить автошляхом місцевого значення.
Землі села межують з територією селища Валентинівка Бахмутського району Донецької області.
Поруч розташована ботанічна пам'ятка природи місцевого значення «Балка Суха».

## Географія
У селі бере початок річка Сухий Яр.

## Населення
За даними перепису 2001 року населення села становило 77 осіб, із них 83,12 % зазначили рідною мову українську, 15,58 %— російську та 1,3 %— білоруську.